# گورگن موشغیان
گورگن نرسسی موشغیان (ارمنی: Գուրգեն Ներսեսի Մուշեղյան؛  زادهٔ ۱۴ اوت ۱۹۳۴ - درگذشته ۱۸ اکتبر ۲۰۲۰) معمار اهل ارمنستان بود.

## زندگی‌نامه
وی در ۱۴ اوت ۱۹۳۴ در لنیناکان به دنیا آمد و از دانشگاه پلی‌تکنیک ارمنستان فارغ‌التحصیل گشت. همچنین برندهٔ جوایزی همچون نشان آنانیا شیراکاتسی ()، جایزه دولتی ارمنستان شوروی ()، معمار شایسته ارمنستان شوروی () و جایزه دولتی اتحاد شوروی شده است. وی در ۱۸ اکتبر ۲۰۲۰ در سن ۸۶ سالگی درگذشت.